# Olympische Sommerspiele 1972/Leichtathletik – 800 m (Männer)
Der 800-Meter-Lauf der Männer bei den Olympischen Spielen 1972 in München wurde am 31. August, 1. und 2. September 1972 im Olympiastadion München ausgetragen. 61 Athleten nahmen teil.
Olympiasieger wurde der US-Amerikaner Dave Wottle. Er gewann vor Jewgeni Arschanow aus der Sowjetunion und dem Kenianer Mike Boit.
Für die Bundesrepublik Deutschland – offiziell Deutschland – starteten Franz-Josef Kemper, Josef Schmid und Walter Adams. Adams konnte seinen Vorlauf nicht beenden. Schmid schied im Halbfinale aus, Kemper wurde im Finale Vierter.

Die DDR wurde durch Dieter Fromm vertreten, der sich für das Finale qualifizieren konnte, in dem er Achter wurde.

Die Schweiz hatte mit Rolf Gysin einen Teilnehmer, der im Halbfinale scheiterte.

Läufer aus Österreich und Liechtenstein nahmen nicht teil.

## Bestehende Rekorde
| Weltrekord         | 1:44,3 min | Peter Snell ( Neuseeland)   | Christchurch, Neuseeland       | 3. Februar 1962  |
| Weltrekord         | 1:44,3 min | Ralph Doubell ( Australien) | Finale OS Mexiko-Stadt, Mexiko | 15. Oktober 1968 |
| Olympischer Rekord | 1:44,3 min | Ralph Doubell ( Australien) | Finale OS Mexiko-Stadt, Mexiko | 15. Oktober 1968 |

Der bestehende olympische Rekord wurde bei diesen Spielen nicht erreicht. Die schnellste Zeit von 1:45,9 min wurde zweimal erzielt: im dritten Halbfinallauf durch den späteren Olympiadritten Mike Boit und im Finale durch Olympiasieger Dave Wottle. Der Olympiarekord, gleichzeitig Weltrekord, wurde damit um 1,6 Sekunden verfehlt.

## Durchführung des Wettbewerbs
Die Athleten traten am 31. August zu acht Vorläufen an. Die jeweils drei Laufbesten – hellblau unterlegt – kamen ins Halbfinale am 1. September. Hieraus qualifizierten sich die jeweils ersten beiden – wiederum hellblau unterlegt – sowie die zwei nachfolgend Zeitschnellsten – hellgrün unterlegt – für das Finale, das am 2. September stattfand.

## Zeitplan
31. August, 15:00 Uhr: Vorläufe

1. September, 16:00 Uhr: Halbfinale

2. September, 17:00 Uhr: Finale

## Vorrunde
Datum: 31. August 1972, ab 15:00 Uhr

### Vorlauf 1

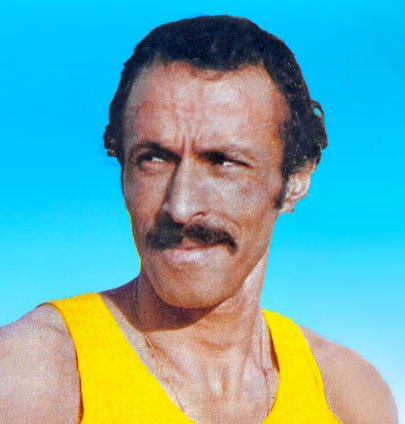
Reza Entezari – ausgeschieden als Fünfter des ersten Vorlaufs

Mohamed Aboker war der erste Sportler, der für Somalia an Olympischen Spielen teilnahm.
| Platz | Name               | Nation              | Zeit       |
| ----- | ------------------ | ------------------- | ---------- |
| 1     | Alain Sans         | Frankreich          | 1:49,2 min |
| 2     | Mansour Guettaya   | Tunesien            | 1:49,4 min |
| 3     | Azzedine Azzouzi   | Algerien            | 1:49,4 min |
| 4     | Rick Wohlhuter     | USA                 | 1:49,4 min |
| 5     | Reza Entezari      | Iran                | 1:50,5 min |
| 6     | Édouard Rasoanaivo | Madagaskar          | 1:50,8 min |
| 7     | Alphonse Mandonda  | Volksrepublik Kongo | 1:51,2 min |
| DSQ   | Mohamed Aboker     | Somalia             |            |

### Vorlauf 2
| Platz | Name                    | Nation         | Zeit       |
| ----- | ----------------------- | -------------- | ---------- |
| 1     | Robert Ouko             | Kenia          | 1:47,4 min |
| 2     | Jože Međimurec          | Jugoslawien    | 1:48,1 min |
| 3     | Jewgeni Wolkow          | Sowjetunion    | 1:48,6 min |
| 4     | Fernando Mamede         | Portugal       | 1:48,6 min |
| 5     | Mohamed Sid Ali Djouadi | Algerien       | 1:50,4 min |
| 6     | Colin Campbell          | Großbritannien | 1:54,8 min |
| 7     | Francisco Menocal       | Nicaragua      | 1:58,6 min |
| 8     | Thomas Howe             | Liberia        | 2:00,7 min |

### Vorlauf 3
| Platz | Name               | Nation         | Zeit       |
| ----- | ------------------ | -------------- | ---------- |
| 1     | Franz-Josef Kemper | BR Deutschland | 1:47,3 min |
| 2     | Dave Cropper       | Großbritannien | 1:47,5 min |
| 3     | Rolf Gysin         | Schweiz        | 1:47,5 min |
| 4     | Roqui Sanchez      | Frankreich     | 1:47,9 min |
| 5     | Thomas Saisi       | Kenia          | 1:48,5 min |
| 6     | András Zsinka      | Ungarn         | 1:49,0 min |
| 7     | Daniel Andrade     | Senegal        | 1:53,9 min |

### Vorlauf 4
Roger Kangni war der erste Leichtathlet Togos bei Olympischen Spielen.
| Platz | Name                   | Nation              | Zeit       |
| ----- | ---------------------- | ------------------- | ---------- |
| 1     | Mulugetta Tadesse      | Äthiopien           | 1:47,1 min |
| 2     | Dave Wottle            | USA                 | 1:47,6 min |
| 3     | Josef Schmid           | BR Deutschland      | 1:47,8 min |
| 4     | Graeme Rootham         | Australien          | 1:48,2 min |
| 5     | Lennox Stewart         | Trinidad und Tobago | 1:48,7 min |
| 6     | Þorsteinn Þorsteinsson | Island              | 1:50,8 min |
| 7     | Roger Kangni           | Togo                | 1:53,9 min |
| DNS   | Mohamed Makdouf        | Marokko             |            |

### Vorlauf 5
| Platz | Name              | Nation         | Zeit       |
| ----- | ----------------- | -------------- | ---------- |
| 1     | Jewgeni Arschanow | Sowjetunion    | 1:48,3 min |
| 2     | Andrzej Kupczyk   | Polen          | 1:48,5 min |
| 3     | Angelo Hussein    | Sudan          | 1:48,9 min |
| 4     | Gheorghe Ghipu    | Rumänien       | 1:50,1 min |
| 5     | Carlos Dalurzo    | Argentinien    | 1:50,6 min |
| 6     | Héctor López      | Venezuela      | 1:50,8 min |
| DSQ   | Antonio Fernández | Spanien        |            |
| DNF   | Walter Adams      | BR Deutschland |            |

### Vorlauf 6
| Platz | Name             | Nation           | Zeit       |
| ----- | ---------------- | ---------------- | ---------- |
| 1     | Dieter Fromm     | DDR              | 1:46,9 min |
| 2     | Jozef Plachý     | Tschechoslowakei | 1:47,1 min |
| 3     | Manuel Gayoso    | Spanien          | 1:47,5 min |
| 4     | Sriram Singh     | Indien           | 1:47,7 min |
| 5     | Francis Gonzalez | Frankreich       | 1:48,8 min |
| 6     | Mehmet Tümkan    | Türkei           | 1:49,5 min |
| 7     | Kassem Hamzé     | Libanon          | 1:52,5 min |
| 8     | Harry Nkopeka    | Malawi           | 1:57,7 min |

### Vorlauf 7
| Platz | Name            | Nation         | Zeit       |
| ----- | --------------- | -------------- | ---------- |
| 1     | Mike Boit       | Kenia          | 1:47,3 min |
| 2     | Herman Mignon   | Belgien        | 1:47,5 min |
| 3     | Andy Carter     | Großbritannien | 1:47,6 min |
| 4     | Byron Dyce      | Jamaika        | 1:48,0 min |
| 5     | Benson Mulomba  | Sambia         | 1:53,4 min |
| 6     | Jimmy Crampton  | Birma          | 1:54,2 min |
| 7     | Fritz Pierre    | Haiti          | 2:01,5 min |
| DNS   | Francesco Arese | Italien        |            |

### Vorlauf 8

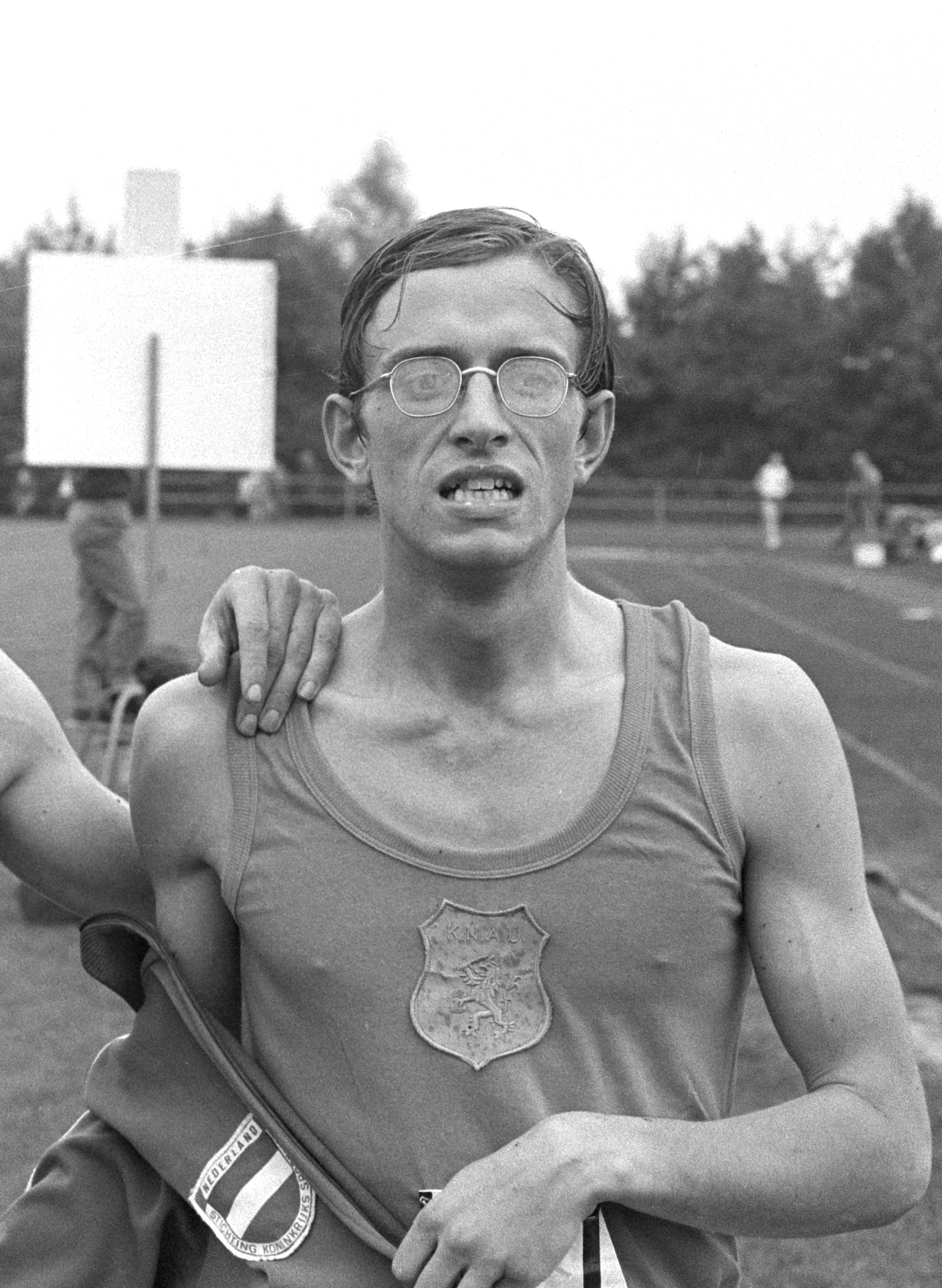
Sjef Hensgens – ausgeschieden als Vierter des achten Vorlaufs

| Platz | Name              | Nation      | Zeit       |
| ----- | ----------------- | ----------- | ---------- |
| 1     | Iwan Iwanow       | Sowjetunion | 1:51,0 min |
| 2     | Ken Swenson       | USA         | 1:51,1 min |
| 3     | Frank Murphy      | Irland      | 1:51,1 min |
| 4     | Sjef Hensgens     | Niederlande | 1:51,2 min |
| 5     | Donaldo Arza      | Panama      | 1:51,2 min |
| 6     | Jaiye Abidoye     | Nigeria     | 1:52,0 min |
| 7     | Muhammad Siddique | Pakistan    | 1:52,6 min |
| 8     | Shibrou Regassa   | Äthiopien   | 1:53,3 min |

## Halbfinale
Datum: 1. September 1972, ab 16:00 Uhr

### Lauf 1
| Platz | Name             | Nation         | Zeit       |
| ----- | ---------------- | -------------- | ---------- |
| 1     | Robert Ouko      | Kenia          | 1:47,6 min |
| 2     | Dieter Fromm     | DDR            | 1:48,1 min |
| 3     | Dave Cropper     | Großbritannien | 1:48,4 min |
| 4     | Josef Schmid     | BR Deutschland | 1:48,8 min |
| 5     | Frank Murphy     | Irland         | 1:49,2 min |
| 6     | Azzedine Azzouzi | Algerien       | 1:49,4 min |
| 7     | Alain Sans       | Frankreich     | 1:49,6 min |
| 8     | Jewgeni Wolkow   | Sowjetunion    | 1:50,1 min |

### Lauf 2
| Platz | Name               | Nation           | Zeit       |
| ----- | ------------------ | ---------------- | ---------- |
| 1     | Dave Wottle        | USA              | 1:48,7 min |
| 2     | Franz-Josef Kemper | BR Deutschland   | 1:48,8 min |
| 3     | Jozef Plachý       | Tschechoslowakei | 1:48,9 min |
| 4     | Jože Međimurec     | Jugoslawien      | 1:49,0 min |
| 5     | Iwan Iwanow        | Sowjetunion      | 1:49,6 min |
| 6     | Herman Mignon      | Belgien          | 1:49,7 min |
| 7     | Mansour Guettaya   | Tunesien         | 1:49,8 min |
| 8     | Angelo Hussein     | Sudan            | 1:51,1 min |

### Lauf 3

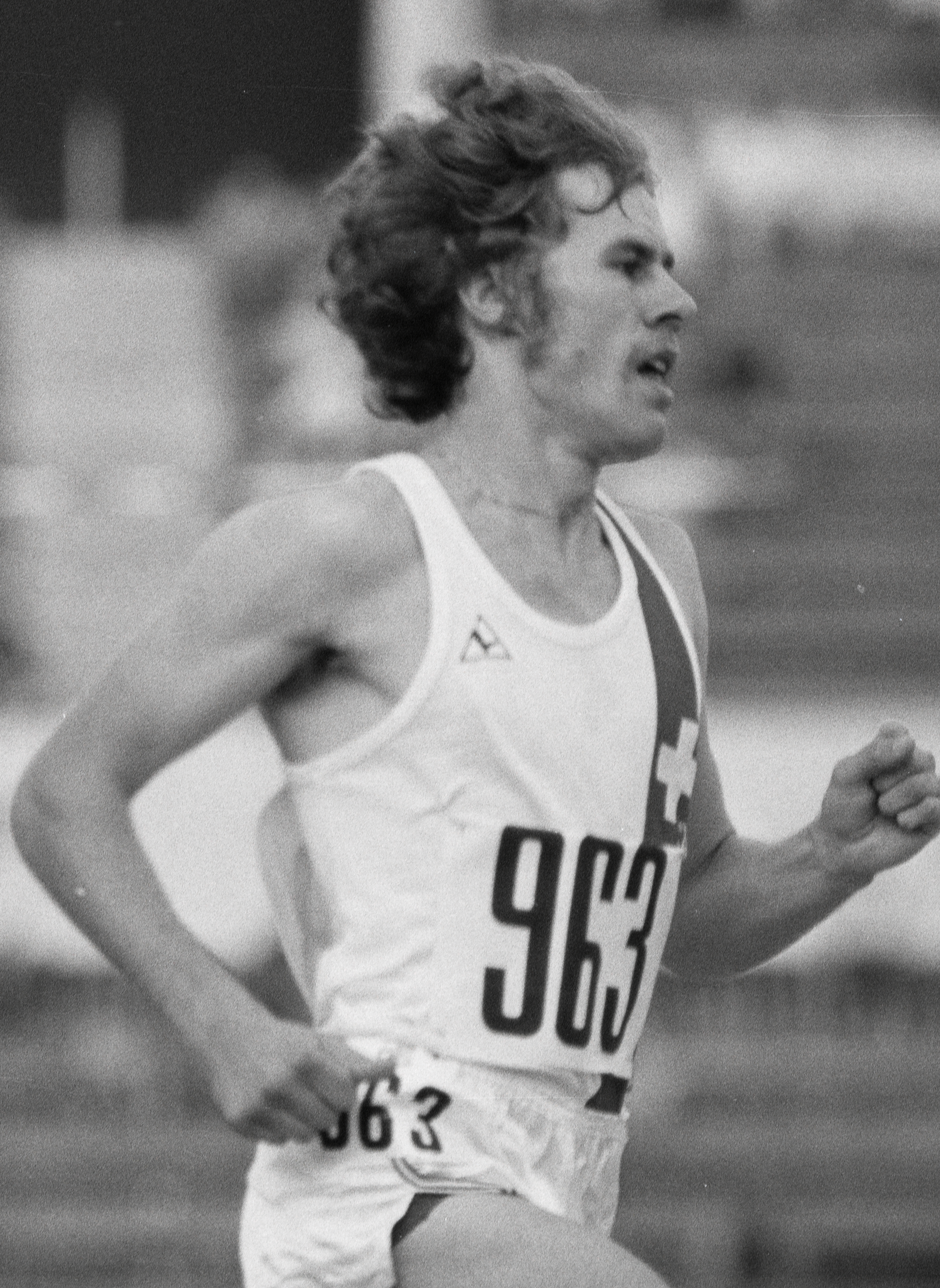
Rolf Gysin (hier bei den Europameisterschaften 1974) – erreichte als Fünfter des dritten Semifinals nicht den Endlauf

| Platz | Name              | Nation         | Zeit       |
| ----- | ----------------- | -------------- | ---------- |
| 1     | Mike Boit         | Kenia          | 1:45,9 min |
| 2     | Jewgeni Arschanow | Sowjetunion    | 1:46,3 min |
| 3     | Andy Carter       | Großbritannien | 1:46,5 min |
| 4     | Andrzej Kupczyk   | Polen          | 1:46,7 min |
| 5     | Manuel Gayoso     | Spanien        | 1:47,7 min |
| 6     | Rolf Gysin        | Schweiz        | 1:48,2 min |
| 7     | Mulugetta Tadesse | Äthiopien      | 1:48,9 min |
| DSQ   | Ken Swenson       | USA            |            |

## Finale
- Mike Boit (Foto: 2006),
Gewinner der Bronzemedaille
- Robert Ouko (hier im Jahr 1981)
kam auf den fünften Platz

Datum: 2. September 1972, 17:00 Uhr
| Platz | Name               | Nation         | Zeit       |
| ----- | ------------------ | -------------- | ---------- |
| 1     | Dave Wottle        | USA            | 1:45,9 min |
| 2     | Jewgeni Arschanow  | Sowjetunion    | 1:45,9 min |
| 3     | Mike Boit          | Kenia          | 1:46,0 min |
| 4     | Franz-Josef Kemper | BR Deutschland | 1:46,5 min |
| 5     | Robert Ouko        | Kenia          | 1:46,5 min |
| 6     | Andy Carter        | Großbritannien | 1:46,6 min |
| 7     | Andrzej Kupczyk    | Polen          | 1:47,1 min |
| 8     | Dieter Fromm       | DDR            | 1:48,0 min |

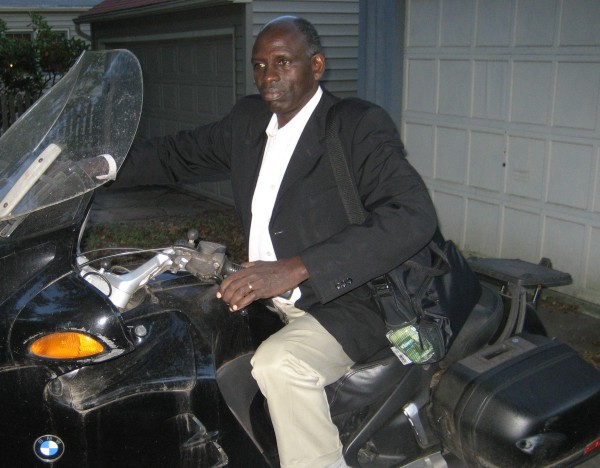
Mike Boit (Foto: 2006), Gewinner der Bronzemedaille
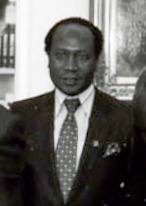
Robert Ouko (hier im Jahr 1981) kam auf den fünften Platz

Als Favoriten galten vor allem Jewgeni Arschanow aus der UdSSR, Europameister von 1971, und David Wottle, USA, der in den Vereinigten Staaten der dominierende Läufer der Olympiasaison war, allerdings im Vorfeld an einer Knieverletzung laborierte. Beide Läufer waren äußerst spurtstark und besaßen die notwendige Tempohärte für solch ein Rennen.
Im Finale gaben zuerst die beiden Kenianer Robert Ouko und Mike Boit den Ton an. Die 400-Meter-Zwischenzeit war mit 52,3 Sekunden gut, lag aber nicht im absoluten Topbereich. Nach der ersten Runde wurde es etwas langsamer, Arschanow übernahm nach 500 Metern die Führung. Bis dahin war das Spitzenfeld mit sechs Läufern dichtgedrängt, nur Franz-Josef Kemper hielt sich auf Rang sieben aus den Positionskämpfen heraus. Und Wottle hatte sich auf der ersten Runde auf dem letzten Platz aufgehalten mit einer kleinen Lücke zu Kemper. Wottle arbeitete sich in der Gegengeraden vorbei an seinen nachlassenden Gegnern weiter nach vorne. In der Kurve hatte er Tuchfühlung zum führenden Quartett und konnte auf der Zielgeraden an den Kenianern und auch an Arschanow vorbeiziehen. David Wottle war der klar schnellste Läufer auf den letzten zweihundert Metern und wurde Olympiasieger. Jewgeni Arschanow gewann die Silbermedaille und Bronze ging an Mike Boit. Robert Ouko – er wurde Fünfter – musste mit den letzten Schritten auch noch Franz-Josef Kemper passieren lassen.
Dave Wottle, zu dessen Markenzeichen eine Golfkappe gehörte, die er auch während der Wettkämpfe trug, sorgte bei der Siegerehrung für einige Irritationen. Er behielt seine Kopfbedeckung auch während des Abspielens der Hymne auf seinem Kopf. Hinterher entschuldigte er sich bei seinen Landsleuten. Er sagte, er habe vergessen, dass er die Kappe trage.
Jewgeni Arschanow gelang der erste sowjetische Medaillengewinn über 800 Meter.

## Videolinks
- 1972 Olympic 800m Final (Hi Quality), youtube.com, abgerufen am 27. September 2021
- Wottle/Arzhanov/Boit:1972 OG 800m.Final,Munich, youtube.com, abgerufen am 27. September 2021
- Men's 800m Final at Munich Olympics 1972, youtube.com, abgerufen am 18. November 2017